# Jean-François Paul de Gondi
Jean-François Paul de Gondi, Cardeal de Retz (20 de setembro de 1613 - 24 de agosto de 1679) foi um clérigo, escritor de memórias e ativista na Fronda.
Começa como coadjutor do bispo de Paris, seu tio, em 1643. Tornou-se como opositor de Mazarino, em 1648. Preso em 1652, quando já era cardeal. Teve em exilio até o 1654. Em 1662 faz as pazes com Luís XIV de França e começa a escrever as suas Memórias que apenas são publicadas em 1702.